# Pistolet PM

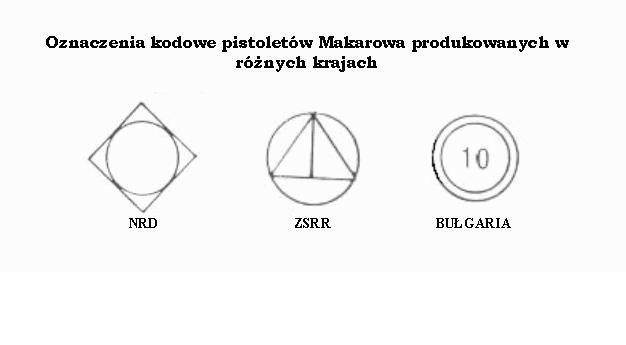
Oznaczenia kodowe pistoletów Makarowa produkowanych w (od lewej) NRD, ZSRR i Bułgarii

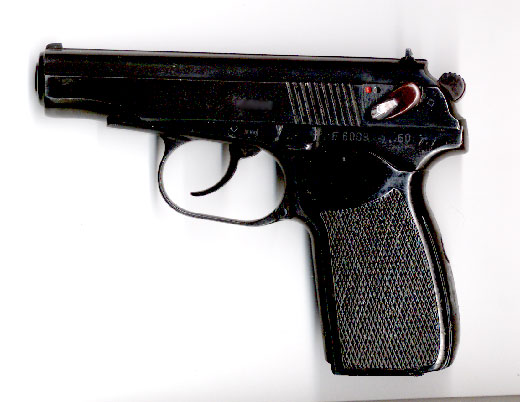
Pistolet M

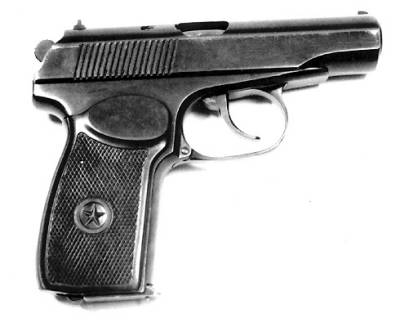
IJ-70 (wersja PM na rynek cywilny)

Pistolet Makarowa (PM) (ros. Пистолет Макарова – ПМ) – radziecki pistolet samopowtarzalny kalibru 9 mm, produkowany od końca lat 40. XX wieku. Stanowił podstawową radziecką broń służbową wojska i służb mundurowych. Działa na zasadzie odrzutu zamka swobodnego. Magazynek mieści 8 nabojów 9 × 18 mm (znanych od tego pistoletu jako nabój Makarowa).

## Historia
W lipcu 1945 roku, tuż po zakończeniu II wojny światowej w Europie, w Związku Radzieckim ogłoszono konkurs na nowy pistolet służbowy, mający zastąpić używany dotychczas pistolet TT. Nowy pistolet miał być przede wszystkim mniejszy i lżejszy oraz bardziej niezawodny (i to w różnych warunkach) oraz celniejszy. Ponieważ zdecydowano, że zasadnicze uzbrojenie części oficerów będzie stanowił nowy karabinek automatyczny na nabój pośredni, nowy pistolet miał służyć już tylko do samoobrony i ewentualnego wymuszania posłuszeństwa, wobec tego nie musiał strzelać silnym nabojem. Konsekwencją było oparcie działania broni na zasadzie odrzutu zamka swobodnego, pozwalającej na uproszczenie konstrukcji. Równolegle wprowadzono nowy nabój 9 × 18 mm, słabszy od naboju Parabellum, ale silniejszy od naboju Browninga tego kalibru, skonstruowany przez Borysa Siemina. W konkursie wzięło udział wielu znanych radzieckich konstruktorów (między innymi Fiodor Tokariew), a także początkujący konstruktor Nikołaj Makarow. Jego pierwszy projekt TKB-412 na nabój 7,65 mm Browninga z 1947 roku wygrał pierwszą fazę konkursu, po czym po dostosowaniu do amunicji 9 × 18 mm, jako TKB-429, został dopuszczony do prób wraz z innymi pistoletami. Jego projekt pistoletu samopowtarzalnego najlepiej, obok pistoletu Konstantina Baryszewa, przeszedł próby poligonowe, i został oceniony jako najprostszy i najbardziej udany z badanych. W 1948 roku wyprodukowano partię doświadczalną 50 sztuk, a w 1949 roku 5000 do prób wojskowych. W toku prób pistolet został jeszcze ulepszony i w 1951 roku został przyjęty do uzbrojenia Armii Radzieckiej jako 9 mm PM (Pistolet Makarowa). Stał się również służbowym pistoletem radzieckiej milicji. Równocześnie przyjęty na uzbrojenie nabój 9 × 18 mm Siemina stał się standardowym nabojem pistoletowym w państwach Układu Warszawskiego (powszechnie znanym jako nabój Makarowa). 
W 1952 roku rozpoczęto masową produkcję pistoletu PM, podczas której był on stopniowo ulepszany. W latach 1962–1966 nastąpiło przejście z zamków, kurków i szkieletów frezowanych na wykonane metodą odlewu precyzyjnego, co wraz z innymi ulepszeniami zwiększyło żywotność i niezawodność broni oraz znacznie zmniejszyło pracochłonność i materiałochłonność. Oprócz Związku Radzieckiego, produkcję wczesnego modelu PM na licencji podjęto od 1959 roku w Chinach, Bułgarii (zakłady Arsenał w Kazanłyku) i w NRD (Ernst Thälmann Fabrik). Produkcja oceniana jest na ponad 5 milionów w Iżewsku i około 5 milionów w pozostałych krajach.

## Konstrukcja
Ogólna konstrukcja broni i sposób rozkładania wzorowane są na pistolecie Walther PP, lecz oprócz tego pistolet PM jest konstrukcją o wysokim stopniu oryginalności i przemyślanych rozwiązaniach. Na przykład mechanizm samonapinania został w Makarowie uproszczony. Jednym z ciekawszych rozwiązań Makarowa jest wielozadaniowa sprężyna uderzeniowa, spełniająca w konstrukcji siedem funkcji. Konstrukcja broni jest prosta (27 części bez magazynka). W opinii bronioznawcy Leszka Erenfeichta, konstrukcja PM przewyższa Walthera PPK, jako prostsza, bardziej technologiczna, żywotniejsza i łatwiejsza w obsłudze. Pistolet działa na zasadzie odrzutu zamka swobodnego. Zastosowano mechanizm spustowy typu Double Action z kurkiem zewnętrznym. Pistolet ma nastawny bezpiecznik ze skrzydełkiem z lewej strony, w tylnej części zamka zabezpieczający przed przypadkowym strzałem. Jest on jednocześnie zwalniaczem napiętego kurka. Wszystkie elementy pistoletu, z wyłączeniem okładzin, wykonane są ze stali. Zatrzask magazynka znajduje się w spodniej części chwytu.
Niewątpliwą zaletą pistoletu Makarowa była łatwość jego obsługi oraz wytrzymałość. Pistolet uchodzi również za niezawodny. Na przełomie lat 80. i 90. XX wieku pojawiła się nowa wersja pistoletu tak zwany PMM. PMM miał dwurzędowy magazynek, mieszczący 12 naboi i znacznie mocniejszy rodzaj amunicji (nabój 9 × 18 mm PMM) – o lżejszym pocisku, i zwiększonym ładunku prochowym, co w konsekwencji oznaczało znaczne zwiększenie prędkości początkowej pocisku i – co w tej sytuacji konieczne, znaczne wzmocnienie szkieletu. Jednak PMM przy tak dużym odrzucie miał bardzo poważne problemy z celnością. Eksportowe wersje pistoletu Makarowa dostępne są również w kalibrze 9 × 17 mm Short (.380 ACP).

## Wersje

### ZSRR/Rosja
- Pistolet Makarowa (PM) (podstawowy model wojskowy)
- PMM
- IŻ 70-01 (model komercyjny odpowiadający wojskowemu, magazynek 8 naboi)[6]
- IŻ 70-02 (9 × 18 mm, nastawna szczerbinka, chwyt od PMM)[6]
- IŻ 70-17A (.380 ACP, magazynek 8 naboi, nastawna szczerbinka)
- IŻ 70-17AS (.380 ACP, magazynek 8 naboi, nastawna szczerbinka, chromowane wykończenia)
- IŻ 70-17AH (.380 ACP, HiCap, nastawna szczerbinka)
- IŻ 71-17 (.380 ACP, HiCap, szczerbinka stała)
- IŻ 70-18A (9 × 18 mm, magazynek 8 naboi – oznaczenie zmienione po wprowadzeniu rodziny IŻ 70-17)[6]
- IŻ 70-18AS (9 × 18 mm, magazynek 8 naboi, nastawna szczerbinka, chromowane wykończenia)
- IŻ 70-18AH (9 × 18 HiCap, wersja komercyjna, nastawna szczerbinka)
- IŻ 70-19A (IŻ 70-400) (9 × 19 mm Parabellum, magazynek 8 nabojów, z opóźnionym otwarciem zamka przez odkształcanie łusek)[6]
- IŻ 70-100 (cywilna wersja PMM, magazynek 10 nabojów)[6]
- IŻ 71-18 (9 × 18 HiCap, szczerbinka stała)
- Baikal 442 Sporting Pistol (9 × 18 mm, 8, 10 lub 12 nabojowe magazynki, nowoczesna wersja PMM z dźwignią zwalniania magazynka)
- Baikal MP654K (wiatrówka CO2 BB, replika PMM)
- Baikal MP654KS (chromowana MP654K)
- Baikal MP-471 (wersja strzelająca 10 mm pociskami gumowymi)
- Baikal IZH-79-9T (wersja strzelająca 9 mm pociskami gumowymi lub gazowymi)

Modele produkowane na rynek cywilny od lat 90. nosiły oznaczenie ИЖ (IŻ), latynizowane na rynki zagraniczne początkowo jako IJ, później IZH, od 2008 roku zmienione na MP. Sprzedawane są na eksport również pod nazwą Baikal-442.

### Chińska Republika Ludowa
- Type 59 (wersja wojskowa)
- Norinco Sporting Pistol (eksportowa wersja handlowa)

### NRD/Niemcy
- Pistolet M (9 × 18 mm, standardowa wersja wschodnioniemieckiego PM)
- Pistolet Mk (.380 ACP wersja eksperymentalna – prawdopodobnie wyprodukowano jedynie kilka egzemplarzy)
- Simson-Suhl Makarov (wersja produkowana po zjednoczeniu)

### Ludowa Republika Bułgarii/Bułgaria
- „Factory 10” (9 × 18 mm, wersja wojskowa)
- „Factory 10” (chromowany z przeznaczeniem dla bułgarskiej floty czarnomorskiej)
- Miltex Special Edition (SE) (9 × 18 mm, wersja z wysokim połyskiem)
- Miltex SE Sporting Pistol (dostępny w wersji 9 × 18 mm, .380 ACP, z wysokim połyskiem lub chromowana, z bezpiecznikiem spustu)
- Arsenal Brand Sporting Pistol (dostępny w wersji 9 × 18 mm, .380 ACP)